# 足利義明
足利義明（生年不詳－1538年10月29日）是室町時代後期至日本戰國時代的武將。足利氏一門。父親是第2代古河公方足利政氏。哥哥是第3代古河公方足利高基。自稱小弓公方。

## 生平
早期出家，僧籍是鶴岡八幡宮若宮別當（雪下殿）“空然”。在父親和兄長對立時（永正之亂）移居至下野國並改名為“宗濟”，後來還俗並改名為“足利義明”，在上總國真里谷城城主真里谷信清的支援下，攻撃下總國小弓城並擊破千葉氏的家臣原胤隆、原虎胤、高城胤吉等人，成功佔據小弓城。於是自稱「小弓公方」並與古河公方對立。
之後因為對外政策而與信清對立，在信清死後，介入真里谷氏的內紛，流放真里谷信隆並立信應為當主。另一方面，信隆與高基、晴氏父子、以及相模國的後北條氏結盟並與義明敵對。在天文7年（1538年）率領大軍向下總國國府台出陣並與北條氏綱決戰（第一次國府台合戰）。因為義明武勇優秀，親自在陣前指揮並奮戰，一時間處於優勢，不過因為里見義堯採取消極態度，於是軍隊的士氣沒能上昇，最後漸漸變為劣勢。其中弟弟基賴、嫡男義純被討死，在接到這個情報後就衝動地向氏綱軍突撃，最終遭到反攻而战死。
因為義明的死亡，小弓公方亦同時滅亡，而次男賴純（頼淳）受到里見義堯、義弘（義弘的正室青岳尼是義明的女兒）、以及後來的豐臣秀吉的庇護，於是能夠存續下去。